# علي أكبر حيدري
علي أكبر حيدري (مواليد 14 يوليو 1941، طهران) هو مصارع إيراني فاز بميدالية برونزية في دورة الألعاب الأولمبية الصيفية لعام 1964.

## روابط خارجية
- علي أكبر حيدري على موقع قاعدة بيانات المصارعة الدولية (الإنجليزية)
- علي أكبر حيدري على موقع قاعدة بيانات المصارعة الدولية (الإنجليزية)
- علي أكبر حيدري على موقع اللجنة الأولمبية الدولية (الإنجليزية)
- علي أكبر حيدري على موقع أوليمبيديا (الإنجليزية)